# 杨燕怡
杨燕怡（1955年6月—），女，浙江宁波人；大学毕业。曾任中华人民共和国外交部亚洲司司长、中共中央对外联络部部长助理、中国驻欧盟使团团长。

## 生平
1975年，任中国国际旅行社总社职员。1981年，任驻坦桑尼亚大使馆随员，后升任三秘。1983年，任外交部非洲司三秘，后升任副处长。1989年，任外交部国际司副处长，后升任一秘。1992年，任常驻联合国代表团一秘，后升任参赞。1996年，任外交部亚洲司参赞。2000年，升任外交部亚洲司副司长。2001年，改任外交部政策研究司副司长。2005年1月，出任中华人民共和国驻文莱大使。2007年，回任外交部亚洲司副司长。2008年，升任亚洲司司长。2010年，升任中共中央对外联络部部长助理。2014年1月，出任中华人民共和国驻欧盟使团团长。2017年9月，卸任驻欧盟使团团长一职。
2018年1月，当选第十三届全国政协委员。

## 家庭
已婚，有一子。